# Asemonea maculata
Asemonea maculata är en spindelart som beskrevs av Fred R. Wanless 1980. Asemonea maculata ingår i släktet Asemonea och familjen hoppspindlar. Inga underarter finns listade i Catalogue of Life.